# Aubrey Kingsbury
Aubrey Renee Kingsbury  (* 20. November 1991 in Cincinnati, Ohio als Aubrey Renee Bledsoe) ist eine US-amerikanische Fußballtorhüterin, die seit der Saison 2018 bei den Washington Spirit in der National Women’s Soccer League unter Vertrag steht.

## Karriere

### Verein
Bledsoe spielte während ihres Studiums an der Wake Forest University von 2010 bis 2013 für das dortige Team der Wake Forest Demon Deacons. Mit der neugegründeten Franchise der Los Angeles Blues gewann sie 2014 die Meisterschaft in der semiprofessionellen W-League und wechselte anschließend zum norwegischen Erstligaaufsteiger Grand Bodø IK. Zur Saison 2015 unterschrieb sie einen Vertrag beim NWSL-Teilnehmer Sky Blue FC, wo sie den Platz der zurückgetretenen Nationaltorhüterin Jillian Loyden einnahm. Im September 2015 wurde sie bis zum Start der Saison 2016 an den dänischen Erstligisten Fortuna Hjørring ausgeliehen und wechselte nach ihrer Rückkehr in die Vereinigten Staaten zum Liganeuling Orlando Pride. Nach einem Abstecher zum australischen Erstligisten Sydney FC zog Bledsoe zur Saison 2018 im Tausch für Shelina Zadorsky zur Franchise der Washington Spirit weiter. Nach der Saison in den USA ging es wieder nach Sydney, wo sie in der W-League das Grand Final erreichte und gewann. Am 20. November 2021 gewann sie dann mit Washington das Finale der NWSL. Sie ist Kapitänin von Washington Spirit und hat noch einen Vertrag bis Ende 2026.

### Nationalmannschaft
Bledsoe nahm Anfang 2010 an einem Trainingslager der US-amerikanischen U-18-Nationalmannschaft teil und absolvierte am 3. März 2014 im Rahmen des Vier-Nationen-Turniers in La Manga ihr einziges Länderspiel für die U-23 der Vereinigten Staaten.
Am 12. Januar 2021 wurde sie für das Trainingslager zur Vorbereitung auf den SheBelieves Cup 2022 der A-Nationalmannschaft und dann auch am 3. Februar für das Turnier nominiert. Am 12. April 2022 hatte sie ihren bisher einzigen Einsatz in der A-Nationalmannschaft beim 9:0-Sieg gegen Usbekistan, womit sie die erste Torhüterin der US-Mannschaft ist, die bei ihrem Debüt älter als 30 Jahre war.

## Erfolge
- 2014: Gewinn der W-League-Meisterschaft (Los Angeles Blues)
- 2018/19: Australische Meisterin (Sydney FC)
- 2021: NWSL-Meisterschaft (Washington Spirit)

## Privatleben
Im Dezember heiratete sie und nahm den Namen Kingsbury an, unter dem sie seit Januar 2022 spielt.